# Juan Martín Hernández
Juan Martín Hernández (Buenos Aires, 7 agosto 1982) è un ex rugbista a 15 e giornalista argentino, attivo nel ruolo di apertura ed estremo.
Dopo la fine dell'attività sportiva è divenuto commentatore e analista sportivo.

## Biografia
Cresciuto nell'AD Francesa, club della capitale argentina, Juan Martín Hernández proviene da una famiglia di sportivi: sua sorella María de la Paz Hernández era hockeista su prato per lo stesso club e per la nazionale argentina, e suo zio è l'ex calciatore Patricio Hernández che militò anche in Italia nel Torino.
Passato professionista nel 2003 nello Stade français, con il club parigino vinse il titolo francese al termine della sua prima stagione in Europa.
Esordì in nazionale argentina a Montevideo contro il Paraguay nel corso del Sudamericano 2003, e pochi mesi dopo prese parte alla Coppa del Mondo di rugby 2003 in Australia; nel 2004-05 giunse fino alla finale di Heineken Cup e nel 2007 vinse il suo secondo titolo francese; nel settembre di quell'anno partecipò con i Pumas alla Coppa del Mondo 2007 che si tenne proprio in Francia, e in cui l'Argentina si classificò terza assoluta.
Nel 2009 militò in Currie Cup nella compagine sudafricana del Natal Sharks; nel 2010 giunse il trasferimento in Francia al Racing Métro 92.
Infortunatosi a un ginocchio contro Bourgoin-Jallieu, fu fuori circa sette mesi e perse l'occasione di partecipare alla Coppa del Mondo 2011; rientrato in campo nel Top 14 2011-12 si qualificò ai play-off poi persi contro Tolone, la squadra presso cui si trasferì due anni più tardi nel 2014 e con cui nel 2015 si laureò campione d'Europa di club.
Dopo la Coppa del Mondo 2015 tornò in Argentina nella franchise di Super Rugby dei Jaguares, che fu la sua ultima compagine, avendo deciso il ritiro al termine dell'edizione di torneo 2018.
Un anno più tardi ha commentato per ESPN in lingua spagnola gli incontri della Coppa del Mondo di rugby 2019.

## Palmarès
- Campionati sudamericani: 1
Argentina: 2003
- Campionati francesi: 2
Stade français: 2003-04; 2006-07
- Champions Cup: 1
Tolone: 2014-15